# Esplanade
Esplanade – stacja podziemna Mass Rapid Transit (MRT) na Circle Line w Singapurze. Stacja znajduje tuż obok War Memorial Park i kompleksu Suntec City.